# وريد رئيسي أمامي
الوريدان الرئيسين الأمامين أو الوريدان أمام الرئيسي هي أوردةٌ تُشارك في تشكيل الوريدان الوداجيين الباطنين، ومع الوريدان الرئيسين المشتركين تُشكل الوريد الأجوف العلوي. عبر تفاغرٍ مع الوريدان الرئيسين الأمامين، يتشكل الوريد العضدي الرأسي.

## صور إضافية

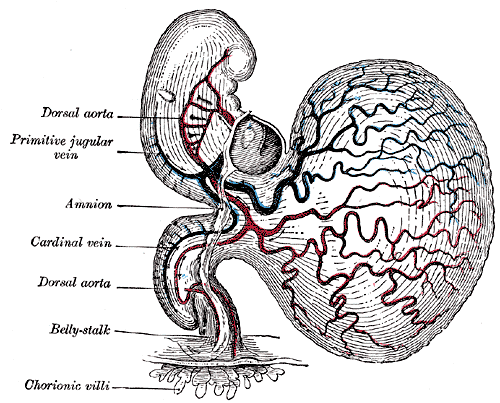
جنين بشري في اليوم 14، مع كيس محي.

## روابط خارجية
- علم الأجنة في جامعة نيو ساوث ويلز Notes/heart3
- مخطط على nature.com